# Galina Pawlowna Matwijewskaja
Galina Pawlowna Matwijewskaja (russisch Галина Павловна Матвиевская, wiss. Transliteration Galina Pavlovna Matvievskaja; * 13. Juli 1930 in Dnepropetrowsk, Ukrainische SSR; † 30. Januar 2025 in Orenburg, Russland) war eine sowjetisch-russische Mathematikhistorikerin, Orientalistin und Hochschullehrerin.

## Leben
Matwijewskaja besuchte die Schule in Charkow und nach Beginn des Deutsch-Sowjetischen Kriegs in Tschkalow. Nach dem Abschluss 1948 mit einer Goldmedaille studierte sie an der Universität Leningrad in der Fakultät für Mathematik und Mechanik mit Abschluss 1954. Darauf wurde sie Aspirantin in der Leningrader Abteilung des Moskauer Instituts für Geschichte der Naturwissenschaft und Technik (1991 nach Sergei Iwanowitsch Wawilow benannt) der Akademie der Wissenschaften der UdSSR. Sie studierte unveröffentlichte Manuskripte Leonhard Eulers über Zahlentheorie. 1959 verteidigte sie mit Erfolg ihre Dissertation für die Promotion zur Kandidatin der physikalisch-mathematischen Wissenschaften.
1959 wurde Matwijewskaja wissenschaftliche Mitarbeiterin des Instituts für Mathematik der Akademie der Wissenschaften der Usbekischen Sozialistischen Sowjetrepublik (AN-UsSSR) in Taschkent. Sie wurde Orientalistin und erforschte die Geschichte der Mathematik im Nahen- und Mittleren Osten anhand mittelalterlicher arabischer Manuskripte. 1968 verteidigte sie mit Erfolg ihre Doktor-Dissertation für die Promotion 1969 zur Doktorin der physikalisch-mathematischen Wissenschaften. 1984 wurde sie zum Korrespondierenden Mitglied der AN-UsSSR gewählt. 1987 erschien ihr Werk über den Gelehrten Albrecht Dürer. Sie kooperierte mit Boris Abramowitsch Rosenfeld.
1994 wurde Matwijeskaja Professorin an der Orenburger Staatlichen Pädagogischen Universität. 1995 wurde sie Mitglied der Académie internationale d’histoire des sciences. Ihr Forschungsschwerpunkt wurde nun die Wissenschaft und Bildung in der Region Orenburg im 18.–19. Jahrhundert. Sie veröffentlichte Arbeiten über Pjotr Iwanowitsch Rytschkow, Wassili Alexejewitsch Perowski, Wladimir Iwanowitsch Dal, Jakow Wladimirowitsch Chanykow u. a. Sie war seit 2000 Mitglied der Union der Schriftsteller Russlands.

## Ehrungen, Preise
- Biruni-Staatspreis der UdSSR im Bereich Wissenschaft und Technik (1974)[2]
- Verdiente Wissenschaftlerin der Usbekischen Sozialistischen Sowjetrepublik (UsSSR) (1980)
- Preis Orenburger Lyra des Staatlichen Orenburger Kunst-College (2002, 2011)[2]
- Allrussischer Puschkin-Literatur-Preis Kapitanskaya dotschka der Union der Schriftsteller Russlands und der Oblast Orenburg (2005)[7]
- Ehrenarbeiterin der Höheren Berufsbildung (2010)